# Râul Calintir
Calintir este un râu din Republica Moldova, afluent de dreapta a râului Bâc. Bazinul râului este situat în câmpia Botnei (parte a Câmpiei Moldovei de Sud).
Izvorul cursului de apă este amplasat la 3 km spre nord-vest de satul Geamăna, raionul Anenii Noi, și se revarsă în râul Bâc, la periferia de est a satului Beriozchi, la altitudinea de 12,5 m. Valea râului Calintir este asimetrică, cu versanți abrupți și dezmembrați. Astfel versantul drept al râului este un versant rectiliniu și relativ domol, având altitudinea relativă (față de albia râului) în jur de 80 m, iar versantul stâng este mai abrupt, datorită faptului că altitudinea relativă de circa 60 m. Rețeaua hidrografică este alcătuită din râul principal și un afluent, singurul cu lungimea de peste 10 km, Ponorul Mare (17 km). În amonte de satul Hârbovățul Nou, a fost ridicat un baraj pentru formarea unui lac acumulare cu un volum de 1,4 mii. m3 și cu o suprafață de 56 ha.
Pentru regimul de alimentație a râului sunt specifice faza apelor mari de primăvară, viiturile pluviale și secarea în perioada de vară.